# Kim Mulkey
Kim Mulkey, född den 17 maj 1962 i Santa Ana, Kalifornien, är en amerikansk basketspelerska som tog tog OS-guld 1984 i Los Angeles. Detta var USA:s tredje OS-guld i dambasket någonsin.

## Klubbhistorik

### Spelarhistorik
- 1980–1984 Louisiana Tech

### Coachhistorik
- 1985–2000 Louisiana Tech
- 2000–idag Baylor Ladies Bears